# Supercopa da Itália de 1992
A Supercopa da Itália de 1992 ou Supercoppa Italiana 1992 (em italiano) foi a quinta edição dessa competição de futebol masculino profissional da Itália. Foi disputada entre o Milan, campeão da Serie A de 1991–92, e o Parma, campeão da Copa da Itália de 1991–92. A partida ocorreu em 30 de agosto de 1992 no estádio Giuseppe Meazza em Milão, na Itália. O Milan faturou sua segunda taça do torneio ao vencer o jogo por 2–1.

## Participantes
| Milan |  | Campeão da Serie A de 1991–92        |
| Parma |  | Campeão da Copa da Itália de 1991–92 |

## Ficha do jogo
| 30 de agosto de 1992 | Milan                        | 2 – 1     | Parma            | San Siro, Milão, Itália                     |
| 20:30 CEST (UTC+1)   | Van Basten 14' · Massaro 70' | Relatório | 45' (pen.) Melli | Público: 30 102 Árbitro: Pierluigi Pairetto |

| Milan | Parma |

| MILAN:        |                       |  |     |
|               |                       |  |     |
| 1             | Francesco Antonioli   |  |     |
| 2             | Mauro Tassotti        |  |     |
| 3             | Paolo Maldini         |  |     |
| 4             | Demetrio Albertini    |  |     |
| 5             | Alessandro Costacurta |  |     |
| 6             | Franco Baresi         |  |     |
| 7             | Gianluigi Lentini     |  |     |
| 8             | Roberto Donadoni      |  |     |
| 9             | Marco van Basten      |  |     |
| 10            | Ruud Gullit           |  | 46' |
| 11            | Jean-Pierre Papin     |  | 65' |
| Reservas:     |                       |  |     |
|               | desconhecido          |  |     |
| 14            | Alberigo Evani        |  | 46' |
| 16            | Daniele Massaro       |  | 65' |
|               | desconhecido          |  |     |
|               | desconhecido          |  |     |
| Técnico:      |                       |  |     |
| Fabio Capello |                       |  |     |

| PARMA:      |                     |  |     |
|             |                     |  |     |
| 1           | Cláudio Taffarel    |  |     |
| 2           | Antonio Benarrivo   |  |     |
| 3           | Alberto Di Chiara   |  |     |
| 4           | Lorenzo Minotti     |  |     |
| 5           | Luigi Apolloni      |  |     |
| 6           | Salvatore Matrecano |  |     |
| 7           | Daniele Zoratto     |  |     |
| 8           | Marco Osio          |  |     |
| 9           | Alessandro Melli    |  |     |
| 10          | Gabriele Pin        |  | 70' |
| 11          | Faustino Asprilla   |  |     |
| Reservas:   |                     |  |     |
|             | desconhecido        |  |     |
| 14          | Stefano Cuoghi      |  | 70' |
|             | desconhecido        |  |     |
|             | desconhecido        |  |     |
|             | desconhecido        |  |     |
| Técnico:    |                     |  |     |
| Nevio Scala |                     |  |     |

|  | REGULAMENTO - 90 minutos. - 30 minutos de prorrogação caso haja empate no tempo normal. - Persistindo o empate, o vencedor será decidido nas penalidades máximas. - Cinco jogadores substitutos. - Máximo de duas substituições. |

## Premiação
| Supercopa da Itália de 1992 |
| --------------------------- |
| Milan Campeão (2º título)   |